# Marcus Sempronius Liberalis
Marcus Sempronius Liberalis war ein im 2. Jahrhundert n. Chr. lebender Angehöriger des römischen Ritterstandes (Eques).
Durch ein Militärdiplom ist belegt, dass Liberalis 129/130 Kommandeur der Ala Tauriana civium Romanorum war, die zu diesem Zeitpunkt in der Provinz Mauretania Tingitana stationiert war. Weitere Diplome, die z. T. auf den 30. Oktober 139 datiert sind, belegen, dass er von 139 bis mindestens November oder Dezember 140 Statthalter der Provinz Raetia war. Durch ein Militärdiplom ist belegt, dass ein Sem[] 144 Kommandeur der in Ravenna stationierten römischen Flotte (classis praetoria Ravennas) war; wahrscheinlich handelt es sich dabei um Liberalis. Durch Papyri, von denen einer auf den 29. August 154 datiert ist, ist nachgewiesen, dass er von 154 bis 159 Statthalter (Praefectus Aegypti) der Provinz Aegyptus war.
Liberalis stammte aus Acholla im heutigen Tunesien.